# Шикма
Шикма (ивр. נַחַל שִׁקְמָה‎, ар. вади-аль-хаси, вади-аль-млеха) — пересыхающая река в Израиле, протекающая в Северной Шефеле и впадающая в Средиземное море. По реке проходит естественная граница между Северным Негевом и Южной прибрежной равниной.
Исток реки находится в холмах в 2 км к северу от кибуца Лахав. Шикма течёт на северо-запад примерно до перекрёстка Двира, после чего попадает на прибрежную равнину и меняет направление на северо-северо-запад. Далее она протекает мимо Тель-Нагила и Тель-Хаси, участок между которыми является заповедником, там бьют несколько источников. После Тель-Хаси Шикма поворачивает на запад и течёт в этом направление до Средиземного моря. У кибуца Зиким, недалеко от устья, река перекрыта плотиной, собирающей воду зимних наводнений. В дождливые годы в резервуаре накапливается до 4 миллионов кубометров воды.